# Eupithecia harenosa
Eupitecia harenosa es una especie de polilla de la familia Geometridae. La especie fue descrita por primera vez por Louis Beethoven Prout en 1938 con distribución en Iran. El holotipo de la especie fue descrita en los alrededores del fuerte Sine-Sefid, al sur del monte Zagros de la Provincia de Fars. Tiene similitud con otras especies de la región, todos parte del grupo de especies E. graphata.